# Escuela florentina

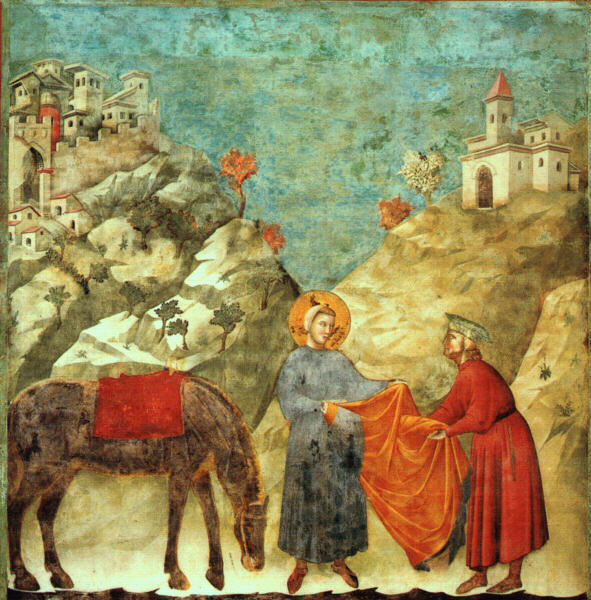
Giotto di Bondone, San Francisco dona su capa a un caballero pobre (hacia 1295), Iglesia Superior de San Francisco, Asís.

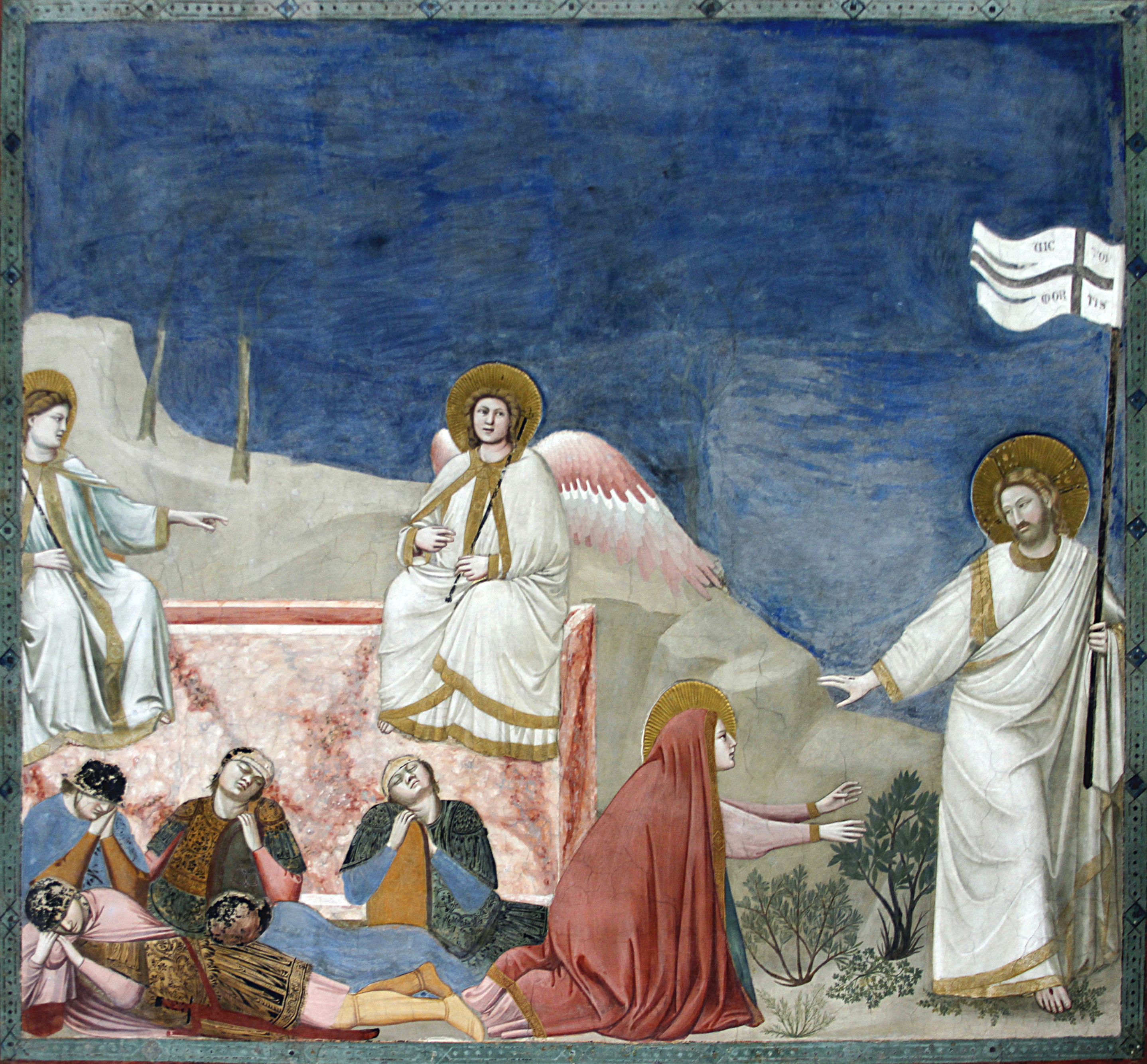
Giotto di Bondone, Noli me tangere (Cristo resucitado y María Magdalena), (hacia 1304), Capilla de la Arena (o de los Scrovegni), Padua.

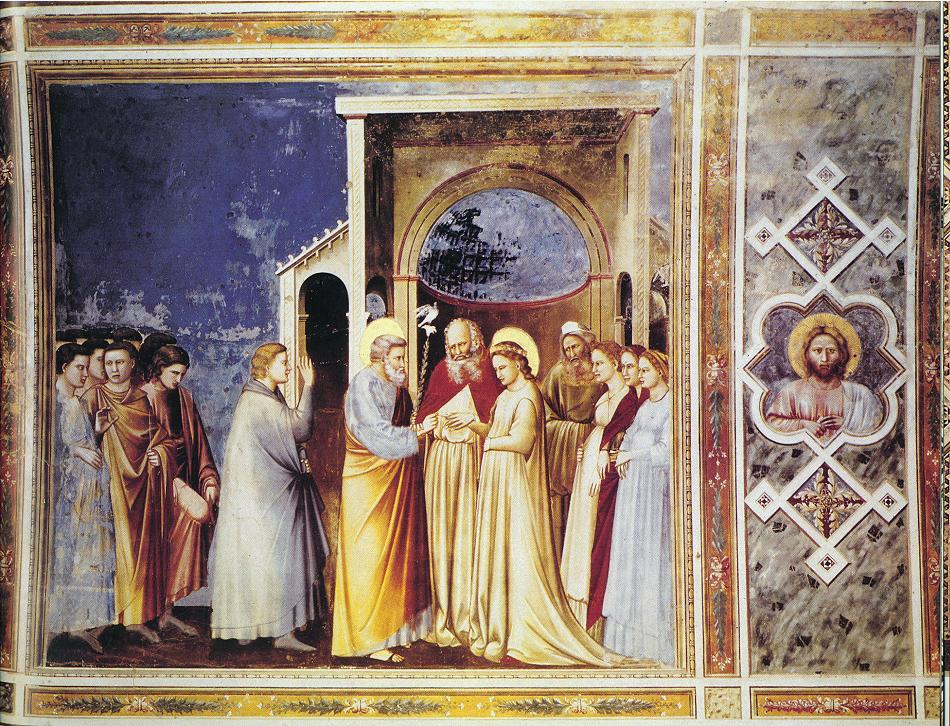
Giotto di Bondone, La Boda de la Virgen María, (hacia 1304), Capilla de la Arena (o de los Scrovegni), Padua.

La Pintura del Duecento, en Italia, estaba dominada por la maniera greca, una forma o estilo de pintura mural o mosaico caracterizada por la composición plana y por su temática y estética bizantina. A lo largo del siglo XIII, pintores italianos como Pietro Cavallini, Jacopo Torriti, Cimabue y otros, al incluir en sus pinturas, elementos con acentos paleocristianos, retomaron una tradición que nunca se había perdido del todo y que estaba muy presente en los frescos y mosaicos de la iglesia de San Clemente al Laterano (hacia 1080), o en los mosaicos del ábside de Santa Maria in Trastevere (hacia 1145), ambas iglesias en Roma.
Giotto di Bondone y los pintores de la escuela florentina, durante los primeros años del Trecento, al superar la maniera greca lograron un avance decisivo en el desarrollo de un nuevo lenguaje pictórico. La ciudad de Florencia, junto con la ciudad de Roma habían sido los reductos más persistentes de la tradición clásica durante la etapa de la Pintura del Doecento, caracterizada por sus acentos bizantinos que dominaba el arte de la pintura en la Italia del Duocento. La Arquitectura gótica nunca llegó a echar raíces en Italia, donde los franciscanos y los dominicos impulsaron la forma de construir de las iglesias del Císter, caracterizadas por la nave como recinto o lugar principal de la iglesia, por el cambio en las proporciones a favor de la anchura o por la restitución de los muros que se impuso en las iglesias toscanas de Santa Maria la Novella (1278) de Florencia o de Santa Maria sopra Minerva de Roma y en las Iglesias Superior e Inferior de Asís, culminando en la iglesia de la Santa Croce (1294) de Florencia, donde el arquitecto Arnolfo di Cambio volvió al techo artesonado basilical, abandonando la bóveda gótica en una tendencia de la arquitectura que preludia el Renacimiento.
Para sus contemporáneos, la impresión que les causó la fidelidad a la naturaleza de la obra de Giotto fue irresistible; contraponen el nuevo estilo de Giotto con la artificiosidad y rigidez del arte bizantino ya que, a pesar de las innovaciones de los artistas del Doecento, la maniera greca” constituye, al final del siglo XIII, el estilo de la pintura más extendido en Italia.
De los 28 episodios que componen el conjunto de las Historias Franciscanas que Giotto y sus discípulos pintaron en la Iglesia Superior de San Francisco en Asís, sólo unos pocos son obra plena de Giotto, otros los realizó conjuntamente con sus ayudantes, pero en el conjunto laten, con fuerza sus ideas: los registros épicos, el calor humano con el cual interpreta un tema sacro y, por encima de todo la sobriedad, es decir, la capacidad de simplificar y ordenar la experiencia de la realidad, de relacionar pictóricamente aquello que hasta entonces no había sido posible expresar en la pintura, la representación directa de las cosas. 
En el año 1304, Giotto termina el ciclo de frescos en la Capilla de la Arena o de los Scrovegni en las ruinas de la antigua arena (anfiteatro romano) de Padua. La Capilla de la Arena es un edificio muy sencillo en el cual, por medio de seis ventanales, todos ellos en el mismo lado de la nave, entra una luz clara y tranquila que constituye el fondo ideal para la obra del Giotto. El conjunto de temas de los frescos de la capilla de la Arena abarca, como en las portadas esculpidas de las grandes catedrales, los grandes temas del pensamiento medieval : sobre la entrada el Juicio Final y las postrimerías del mundo; en los muros laterales, sobre el zócalo con las virtudes y los vicios, la historia de la Redención: la vida de María y la vida de Cristo, finalmente el Cristo en majestad en la pared del coro. El programa iconográfico didáctico del arte gótico se mantiene, pero sus formas ya no son esquemáticas como en las estatuas o los mosaicos, sino que en sus escenas brilla la armonía de las proporciones del cuerpo humano y las gradaciones tonales que modelan la luz y los volúmenes de los vestidos, del paisaje, de las figuras de hombres y animales, y de los rostros de los personajes. Dos siglos más tarde, Cennino Cennini escribió : “Giotto rimuto l’arte del dipingere di greco in latino, e ridusse al moderno”.
Giotto dispone las historias en una serie de compartimientos historiados encuadrados por orlas con medallones que se extienden en tres franjas superpuestas dónde cada uno de los compartimientos es concebido como una ventana o boca de escenario. En Padua o en Asís, Giotto sitúa los personajes del episodio encuadrados en la antedicha ‘‘ventana’’ del compartimiento historiado. En la descripción de los sucesos, las escenas todavía se limitan a los personajes y sus movimientos, las figuras mantienen todavía un peso escultórico, pero la elocuencia de los personajes y de sus gestos es capaz de transmitir la verdad de sus sentimientos. Una interpretación innovadora se extiende sobre los elementos del fondo, del paisaje y de las arquitecturas; en todos estos elementos se deja de lado la estilización, para tomar como modelo la simple y pasajera realidad.
Sobre el fondo de arquitecturas o paisajes dibujados en complejas perspectivas, algunas de las cuales están en proyección frontal, Giotto desarrolla el espacio pictórico, esto es un ámbito de tres dimensiones que se extiende en profundidad por detrás de la superficie pintada en lo que es la principal innovación de la pintura del Trecento y uno de los más grandes avances que se haya dado en toda la Historia de la Pintura. Con el espacio pictórico nace la pintura moderna.